# Navolato
Navolato es una ciudad mexicana ubicada en el estado de Sinaloa, siendo cabecera del municipio del mismo nombre. Se encuentra a 34 km de la capital del estado, Culiacán.
Navolato forma parte de la zona Centro del estado, que incluye los municipios de Culiacán, Salvador Alvarado, Angostura, Mocorito y Badiraguato.

## Etimología
El significado de la palabra Navolato, según el historiador Héctor R. Olea es "Lugar donde hay tunas o nopales", interpretación que viene de "NAVO", tuna o nopal; del aztequismo "LA", que procede de "abundancia" y la posposición "TO". Designando la voz como de origen náhuatl-cahita, el Ing. Pablo Lizárraga lo traduce como "En la nopalera".

## Historia
En la relación de pueblos repartidos a los conquistadores en 1582, aparece Navolato como Corregimiento de Hernando Arias, y en la información de tributo se expresa que cada 20 indios sembraban una fanega de maíz para tributar, entregando también tres cántaros de miel y tres redes de henequén, así como 35 arrobas de hostias (ostiones). Hernando Arias estaba casado con una de las hijas de Antonio de Zamora, de los antiguos pobladores de Culiacán.
En 1531 se inicia la conquista del territorio sinaloense por Don Nuño Beltrán de Guzmán, quien funda ese año la Villa de San Miguel de Navito, en las márgenes del Río Cihuatán (hoy San Lorenzo) y explora con sus soldados tanto la serranía como la costa, denominando Provincia de Culiacán al territorio que comprendía desde el Río Evora o Mocorito, hasta el Río Elota, y Provincia de Chametla la parte sur colindante con Nayarit.
Navolato quedó siempre bajo la jurisdicción de la Villa de Culiacán, con todos los pueblos que se asentaban en las márgenes del río, por ser el camino directo a la costa del Golfo de California. En un mapa de principios del siglo XVIII, aparecen ya marcados los poblados o rancherías como: San Pedro, Navolato, Lo de Verdugo, Lo de Reyes, Cabreras, Bachimeto, Otameto, Las Trancas, Iraguato, Sataya, Vueltas (por la posición puede ser La Vuelta) y Bataoto.
Las únicas alteraciones que sufre en su crecimiento Navolato, son los cambios de categorías de ranchos a pueblos, según el aumento de habitantes. Navolato aparece, desde los documentos más antiguos, como San Francisco de Navolato, dependiente de la alcaldía mayor de San Pedro, y perteneciente a la jurisdicción de la Villa de Culiacán, en la gobernación de la Nueva Galicia.
Los cambios en las formas de gobierno, tanto nacionales como estatales no modificaron la división territorial de la provincia de Culiacán durante muchos años. A principios del siglo XVIII, formaba parte de las cinco alcaldías mayores que dividían a Sinaloa; estas fueron Rosario, Maloya, Copala, Culiacán y Sinaloa.
En 1786 el sistema de intendencias denomina partidos a las provincias y sus pueblos formaban las subdelegaciones.
En 1830 inicia Sinaloa su vida independiente como estado de la federación; se divide en once distritos con sus respectivos partidos, Navolato quedó dentro del distrito de Culiacán; su cercanía a la ciudad capital no permitió que se registraran modificaciones en la extensión territorial ya que Navolato es la salida más corta hacia el Golfo de California.
Para 1870, Navolato, San Pedro, Bachimeto, Otameto y Altata eran alcaldías de la municipalidad de Culiacán. En 1898 la alcaldía de Navolato se agrega a la alcaldía central de Culiacán, mientras que el Puerto de Altata, había pasado a ser alcaldía.
Según el decreto n.° 50 de la Constitución Local de 1894, la división interna del Estado continuaría con el nombre de distritos; cada distrito se dividiría en directorías políticas, en cada cabecera de distrito un ayuntamiento y éstos subdivididos en sindicaturas. En 1911 Altata aparece como directoría política, ese año se cambia la cabecera al poblado de Navolato, y continúa el puerto como sindicatura.
La Ley de 1912 que decreta la creación de los municipios libres, se aplica en 1915, después de suprimirse por ley las directorías políticas; figurando Navolato como sindicatura del municipio de Culiacán.
La lucha por la municipalización de Navolato se inició en 1923, pero fue hasta el 27 de agosto de 1982, con la publicación en el Diario Oficial del Estado, que entra en vigor el decreto n.º 212 que declara la creación del municipio número dieciocho, con la denominación de municipio de Navolato, formado por la Sindicatura de su nombre y las de San Pedro, General Ángel Flores, Benito Juárez, Sataya, Bachimeto y Altata.
El municipio se distingue por ser el más nuevo del Estado, cuenta con unas playas, las cuales lo hace más atractivo para el turismo. A sus alrededores se localizan la Bahía de Altata, El Tambor, El Tetuán, en donde se pueden practicar deportes acuáticos y disfrutar de paseos por lancha.
El municipio cañero se encuentra unido a Culiacán por una carretera. Aquí se encuentran algunas casas, edificios que datan de la época colonial, así como el Ingenio Azucarero, el Templo de San Francisco de Asís y la Plaza Central con su kiosco mismo que fue demolido por la autoridad municipal actual. 
En la Bahía de Altata y Península de Lucenilla localizada frente al Golfo de California, en una extensión de 16 kilómetros de mar abierto y 13 kilómetros que dan a la bahía, más una extensión de enormes canales, esteros y pequeñas lagunas estuarinas, que configuran actualmente el ecosistema de la Península y la Bahía de Altata, se tiene proyectado el desarrollo turístico de carácter regional que consiste en 300 hectáreas vendibles y el resto se conservará como reserva ecológica, preservando la flora y la fauna a través de un programa de incremento de áreas verdes.
Uno de los proyectos más importantes en este municipio es el "Proyecto Nuevo Altata", el cual unirá la península con tierra firme. Dicho proyecto contempla 5 etapas iniciales: zona residencial frente a la bahía, frente a mar abierto y zona turística hotelera, área de reserva ecológica y un pequeño pueblito panorámico con "trailer park". En etapas posteriores se tiene contemplado la construcción de un puerto deportivo con club de yates, hoteles de lujo y campo de golf. El proyecto fue cambiado de nombre gracias a una junta de inversionistas al de Isla Cortés.